# دراگان شیریچ
دراگان شیریچ (انگلیسی: Dragan Ćirić؛ زادهٔ ۱۵ سپتامبر ۱۹۷۴) بازیکن فوتبال حرفه ای بازنشسته اهل صربستان است که به عنوان هافبک تهاجمی در تیم‌های پارتیزان، بارسلونا، آ.ا. ک آتن و رئال وایادولید بازی می‌کرد.
در تیم ملی فوتبال صربستان و مونته‌نگرو بازی کرده‌است.